# Multe
Multe er en subtropisk fisk af multefamilien Mugilidae i ordenen Pigfinnefisk, der kommer til Danmark særligt om sommeren. I forbindelse med det varmere klima her i landet de senere år er fisken også begyndt at yngle her.
De mest almindelige arter i Danmark er den tyklæbede multe Chelon labrosus og den tyndlæbede multe (Liza ramado).
Fisken er primært vegetar og svømmer roligt rundt på lavt vand og rasper alger af bolværk og store sten. Snegle og lignende smådyr spiser den også, hvis de kommer i vejen.

## Klassifikation
Underorden: Mugiloidei
- Familie: Mugilidae
  - Slægt: Agonostomus
  - Slægt: Aldrichetta
  - Slægt: Cestraeus
  - Slægt: Chaenomugil
  - Slægt: Chelon (Eks. Japansk multe Chelon haematocheilus, Tyklæbet multe Chelon labrosus)
  - Slægt: Crenimugil
  - Slægt: Joturus
  - Slægt: Liza (Eks. Guldmulte Liza aurata, Springmulte Liza saliens, Tyndlæbet multe Liza ramado)
  - Slægt: Moolgarda
  - Slægt: Mugil (Eks. Afrikansk multe Mugil capurrii, Brasiliansk multe Mugil liza, Stribet multe Mugil cephalus)
  - Slægt: Myxus
  - Slægt: Neomyxus
  - Slægt: Oedalechilus (Læbemulte Oedalechilus labeo)
  - Slægt: Rhinomugil
  - Slægt: Sicamugil
  - Slægt: Valamugil
  - Slægt: Xenomugil